# Skogslämmel
Skogslämmel (Myopus schisticolor) är en lämmel i underfamiljen sorkar, som beskrevs första gången 1844 av William Lilljeborg.

## Utseende
Skogslämmel är omkring 8–11,5 centimeter lång och väger mellan 20 och 40 gram. Den korta svansen är omkring 1 till 2 centimeter lång och syns, i likhet med de små öronen, knappt utanför pälsen. Pälsen är mörkt blågrå med något ljusare undersida, och har på bakre delen av ryggen en rödbrun fläck som misstänks vara säte för en doftkörtel. Honan har 4 spenar, men skiljer sig inte storleksmässigt från hanen.

## Utbredning
Skogslämmeln lever huvudsakligen i norra Asien. Utbredningsområdet sträcker sig från Norge i väst till Kamtjatka i öst. Den förekommer i större delen av Finland utom väst- och sydkusten. I Sverige förekommer den i Norrland utom den nordvästligaste delen och i Norge från Oslo och norrut till  Østerdalen.

## Ekologi
Lämlarna bebor fuktiga granskogar med mycket mossa. År med rik tillgång på skogslämlar kan man även finna den i andra, mossrika biotoper. Under sommaren hittar man dessa djur även vid myrar. Skogslämmeln är aktiv under natten och skapar långa öppna gångar i mossa. Boet är klotformigt och placeras i mossa eller annan undervegetation. Mossor är den dominerande födan, och den skapar karakteristiska, kalätna fläckar i mosstäcket. Den äter även annan föda, som gräs, fräkenväxter och blad av lingon, annat bärris och vide. 

### Fortplantning
Skogslämmeln fortplantar sig åtminstone under maj till augusti, men denna tid kan utsträckas och fortplantning kan även ske under vintern. Honan föder efter en dräktighetstid på 21 till 28 dygn 2 till 9 (vanligtvis 3 till 5) ungar. Efter 3 veckor är ett ungdjur självständigt. En hona kan få ungar upp till 4 gånger per år (årshonor dock högst 2). 
Förutom honor som föder ungar med en jämn könsfördelning, finns det vissa som bara föder feminin avkomma, och andra som föder ungar med en övervikt av honor, vilket leder till förekomsten av år med upp till 70% feminina ungdjur.

## Hot och status
I Skandinavien minskar populationen av skoglämmel på grund av förstörelsen av artens levnadsområde.